# Határ árok
Le Határ árok est un ruisseau de Hongrie, formé par la confluence du Sasadi árok, Őrmezei árok et de l'Irhás-árok à Budapest.